# Ogden (Kansas)
Pour les articles homonymes, voir Ogden.
Ogden est une municipalité américaine située dans le comté de Riley au Kansas.
Lors du recensement de 2010, sa population est de 2 087 habitants. Située sur la rivière Kansas, entre Fort Riley et Manhattan, la municipalité s'étend sur 1,66 mille carré (4,3 km2), dont 0,05 mille carré (0,13 km2) d'étendues d'eau.
Le bureau de poste d'Ogden ouvre en mars 1856. La ville est officiellement fondée l'année suivante — sous le nom d'Ogdenburg — lors de l'arrivée du chemin de fer Union Pacific. Ogden acquiert le statut de municipalité en 1870,. Elle porte le nom du major E. A. Ogden, qui a supervisé la construction du Fort Riley.